# Liste afroamerikanischer Dramatiker
Afroamerikaner stellen eine der größten ethnischen Gruppen in den Vereinigten Staaten von Amerika dar. Allgemein bezieht sich der Begriff „afroamerikanisch“ auf Menschen, die in Amerika leben und deren Vorfahren aus Afrika bzw. aus den südlich der Sahara gelegenen Ländern Afrikas stammen. Die afroamerikanische Geschichte beginnt im 16. Jahrhundert im Zuge des atlantischen Sklavenhandels. Verschiedene Formen des Rassismus stellen bis heute wichtige Aspekte afroamerikanischer Lebensrealitäten dar; daher werden teilweise Begriffe wie „schwarz/black“ (bzw. „Schwarz/Black“ als politische Selbstbezeichnung) synonym zu „afroamerikanisch“ verwendet. Viele afroamerikanische Dramatiker thematisieren in ihren Werken afrodiasporische Erfahrungen und Rassismus.

## Liste (alphabetisch)

### A
- Ira Aldridge (1807–1867)
- Garland Anderson (1886–1939)
- Maya Angelou (1928–2014)

### B
- James Baldwin (1924–1987)
- Amiri Baraka [LeRoi Jones] (1934–2014)
- Marita Bonner (1899–1971)
- William Wells Brown (1814–1884)
- Ed Bullins (1935–2021)

### C
- Alice Childress (1920–1994)

### D
- Thelma Myrtle Duncan (1902–?)

### F
- Charles Fuller (1939–2022)

### G
- Charles Gordone (1925–1995)
- Angelina Weld Grimké (1880–1958)

### H
- Lorraine Hansberry (1930–1965)
- Jeremy O. Harris (* 1989)
- Langston Hughes (1902–1967)
- Zora Neale Hurston (1891–1960)

### J
- Branden Jacobs-Jenkins (* 1984)
- Georgia Douglas Johnson (ca. 1880–1966)

### K
- Adrienne Kennedy (* 1931)

### L
- Donja Rhakyme Love (* 1986)

### M
- Tarell Alvin McCraney (* 1980)
- May Miller (1899–1995)
- Dominique Morisseau (* 1978)

### N
- Lynn Nottage (* 1964)

### P
- Suzan-Lori Parks (* 1963)
- Tyler Perry (* 1969)
- Kemp Powers (* 1973)

### R
- Willis Richardson (1889–1977)

### S
- Ntozake Shange (1948–2018)

### W
- Douglas Turner Ward (1930–2021)
- August Wilson [Frederick August Kittel, Jr.] (1945–2005)

## Stücktexte auf Deutsch in Buchausgaben
- James Baldwin: Blues für Mr. Charlie (Blues for Mister Charlie). Übersetzt von: Kai Molvig. In: James Baldwin: Blues für Mr. Charlie. Amen Corner. Reinbek bei Hamburg 1971 / Eberhard Brüning (Hrsg.): Amerikanische Protestdramen. Berlin 1972
- James Baldwin: Amen Corner. Übersetzt von: Kai Molvig. In: James Baldwin: Blues für Mr. Charlie. Amen Corner. Reinbek bei Hamburg 1971
- Amiri Baraka [LeRoi Jones]: The Slave. Übersetzt von: Gottfried Graustein. In: Eberhard Brüning (Hrsg.): Amerikanische Protestdramen. Berlin 1972
- Amiri Baraka [LeRoi Jones]: Dutchman. Übersetzt von: Sandra Lucas-Hoch. In: LeRoi Jones: Dutchman. Frankfurt am Main ca. 1970
- Lorraine Hansberry: Les Blancs / Jung, begabt und schwarz (To Be Young, Gifted an Black). Übersetzt von: Eberhard Brüning / Erika Gröger. In: Eberhard Brüning (Hrsg.): Amerikanische Protestdramen. Berlin 1972 / Eberhard Brüning (Hrsg.): Lorraine Hansberry. Stücke. Leipzig 1976
- Lorraine Hansberry: Eine Rosine in der Sonne (A Raisin in the Sun) / Das Zeichen am Fenster (The Sign in Sidney Brustein's Window). Übersetzt von: Edith Anderson und Barbara Fuchs / Bernhard Scheller. In: Eberhard Brüning (Hrsg.): Lorraine Hansberry. Stücke. Leipzig 1976
- Langston Hughes: Scottsboro, Limited / Mulatto. Übersetzt von: Bernhard Scheller / Heinz Förster. In: Eberhard Brüning (Hrsg.): Amerikanische Protestdramen. Berlin 1972
- Douglas Turner Ward: Day of Absence. Übersetzt von: Gottfried Graustein. In: Eberhard Brüning (Hrsg.): Amerikanische Protestdramen. Berlin 1972

## Deutschsprachige Aufführungen von Stücken afroamerikanischer Autoren

### 1963
Lorraine Hansberry: Eine Rosine in der Sonne (Regie: Hans Mäde, Maxim-Gorki-Theater Berlin)

### 1966
LeRoi Jones: Ein Neger [Dutchman] (Regie: Rolf Müller, Hessisches Staatstheater Wiesbaden)

### 1968
James Baldwin: Blues für Mr. Charlie (25. Oktober 1968, Regie: Leon Epp, Wiener Volkstheater) Das Stück wurde mehrfach inszeniert, u. a. am Nationaltheater Mannheim (12. Dezember 1968, Regie: Ilo von Jankó), am Hessischen Staatstheater Wiesbaden (Regie: Karl Paryla), am Volkstheater Rostock (11. Januar 1969, DDR-Erstaufführung, Regie: Hans Anselm Perten), am Leipziger Kellertheater (13. April 1969, Regie: Karl Kayser, 1972 übertragen im Fernsehen der DDR) und am Stadttheater Bern (19. Oktober 1969, SEA, Regie: Emil Stöhr).

### 1974
Die Mission. Ein Fernsehspiel nach dem Bühnenstück 'Les Blancs' von Lorraine Hansberry. (Regie: Kurt Veth, Fernsehen der DDR)

### 1979
Lorraine Hansberry: Das Zeichen am Fenster (Regie: Michael Hametner, Poetisches Theater der Karl-Marx-Universität [Studiobühne], Leipzig)

### 1982
Lorraine Hansberry: Jung, begabt und schwarz (Regie: Alexander Grill, Theater im Künstlerhaus, Klagenfurt)

### 2010
Branden Jacobs-Jenkins: The Change (Szenische Lesung, eingerichtet von: Felix Rothenhäusler, Theater Bielefeld im Rahmen des Festivals „Voices of Change“)

### 2012
Lynn Nottage: Ruiniert (übersetzt von Thomas Spiekermann, Regie: Oliver Vorwerk, Theater Konstanz)

### 2017
Branden Jacobs-Jenkins: Gloria (Regie: Amélie Niermeyer, Residenztheater München)

### 2023
Branden Jacobs-Jenkins: Appropriate (Was sich gehört) (Regie: Sibylle Broll-Pape, ETA Hoffmann Theater, Bamberg)